# إندريت كولهاي
إندريت كولهاج (من مواليد 16 يناير 1997) هو لاعب جودو ألباني. شارك في الألعاب الأولمبية الصيفية 2020 التي أقيمت في طوكيو